# 瀬古歩夢
瀬古 歩夢（せこ あゆむ、2000年6月7日 - ）は、大阪府大阪市大正区出身のプロサッカー選手。リーグ・アン・ル・アーヴルAC所属。ポジションはディフェンダー（DF）。日本代表。

## 来歴

### プロ入り前
幼なじみの池田昌生がセレッソ大阪のジュニアユースに入団したことをきっかけに、セレッソ大阪U-12のセレクションを受け合格し入団。
2016年にトップチームに2種登録選手に登録され、セレッソ大阪U-23のメンバーとしてJ3リーグにも出場した。U-23チームがあったおかげで、体の大きな選手を相手にプレーできJ3とJ1ではプレーの質は違うが、トップチームに上がった際に、より早くJ1にも馴染むことができたという。
2017年になると、ユン・ジョンファン監督に評価され、飛び級でトップチームの練習にも参加するようになり、5月24日のルヴァンカップ第6節のヴィッセル神戸でカップ戦ではクラブ最年少となる16歳11か月でトップデビューを果たした。

### セレッソ大阪
2018年10月19日、プロ契約に変更したことが発表された。
2019年シーズンは、第10節の松本山雅FC戦でJ1リーグデビューを果たした。低軌道のロングフィードなどビルドアップ能力をロティーナ監督に評価され出場機会を増やし、9月1日、第25節の川崎フロンターレ戦でJ1初ゴールを決めた。年間総失点数25はこの年のJリーグの全カテゴリーを含めて最少失点記録であり、Jリーグ歴代2位、クラブ史上最少失点記録だった。
2020年シーズンは、開幕戦からスタメンで出場。マテイ・ヨニッチとセンターバックでコンビを組んだ。体を張った守備と持ち前の低軌道ロングフィードが機能した。ルヴァンカップでは4試合に出場し、その活躍が評価されて11月2日に2020年度のニューヒーロー賞を受賞した。セレッソ大阪から選出されたのは史上初の快挙となった。リーグ戦では27試合に出場し、同シーズンのベストヤングプレーヤー賞を受賞した。Jリーグとルヴァン杯の新人賞ダブル受賞は、井手口陽介以来、史上4人目となった。

#### 異例の生え抜きセンターバックコンビ
2021年シーズンは、西尾隆矢とセンターバックのコンビを組んだ。20歳と19歳という同ポジションでは異例の若さに加えて、二人揃って下部組織からの生え抜き選手だった。12月7日、二人揃って日本代表に初招集された。

### グラスホッパー
2022年1月17日、スイスのグラスホッパー・クラブ・チューリッヒに完全移籍し、2025年までの3年半契約を結んだ。
2022-2023シーズン、ボランチとしても起用された。
2023-24シーズン、レギュラーとしてリーグ戦36試合に出場した。センターバックでの出場希望を監督に伝えているが、チームに同ポジションの選手が多いためダブルボランチでアンカー気味での出場が多かった。
2025年6月16日、契約満了によりグラスホッパーズを退団する旨が発表された。グラスホッパーズではスーパーリーグ117試合に出場した。

### ル・アーヴル
2025年7月22日、フランスのル・アーヴルACに2年契約で加入することが発表された。

### 代表
各世代別の代表に選出されていたが、FIFA U-17ワールドカップのメンバー発表では怪我の影響で落選してしまった。
2019年5月、FIFA U-20ワールドカップのメンバーに選出され、2年前のU-17ワールドカップの落選から選出を果たした。
東京オリンピックを目指す日本代表には当初バックアップメンバーとして招集されていたが、規定が変わったことで本大会メンバーに昇格した。しかし出場機会はなかった。
2023年3月、日本代表に招集された。キリンチャレンジカップのウルグアイ代表戦で日本代表初出場を果たした。
2023年6月20日、ペルー戦に後半36分から途中出場した。

## 所属クラブ
- 2007年 - 2009年 中泉尾JSC、フットメッセ（大阪市立中泉尾小学校）
- 2010年 - 2012年 セレッソ大阪U-12（大阪市立中泉尾小学校）
- 2013年 - 2015年 セレッソ大阪U-15（大阪市立大正東中学校）
- 2016年 - 2018年10月 セレッソ大阪U-18（興國高等学校）
  - 2016年 - 2018年10月 セレッソ大阪（2種登録選手）
- 2018年10月 - 2021年  セレッソ大阪
- 2022年 - 2025年  グラスホッパー・クラブ・チューリッヒ
- 2025年 -  ル・アーヴルAC

## 個人成績
| 国内大会個人成績 | 国内大会個人成績 | 国内大会個人成績 | 国内大会個人成績 | 国内大会個人成績 | 国内大会個人成績 | 国内大会個人成績 | 国内大会個人成績 | 国内大会個人成績 | 国内大会個人成績 | 国内大会個人成績 | 国内大会個人成績 |
| 年度             | クラブ           | 背番号           | リーグ           | リーグ戦         | リーグ戦         | リーグ杯         | リーグ杯         | オープン杯       | オープン杯       | 期間通算         | 期間通算         |
| 年度             | クラブ           | 背番号           | リーグ           | 出場             | 得点             | 出場             | 得点             | 出場             | 得点             | 出場             | 得点             |
| 日本             | 日本             | 日本             | 日本             | リーグ戦         | リーグ戦         | リーグ杯         | リーグ杯         | 天皇杯           | 天皇杯           | 期間通算         | 期間通算         |
| ---------------- | ---------------- | ---------------- | ---------------- | ---------------- | ---------------- | ---------------- | ---------------- | ---------------- | ---------------- | ---------------- | ---------------- |
| 2017             | C大阪            | 42               | J1               | 0                | 0                | 3                | 0                | 0                | 0                | 3                | 0                |
| 2018             | C大阪            | 42               | J1               | 0                | 0                | 0                | 0                | 0                | 0                | 0                | 0                |
| 2019             | C大阪            | 15               | J1               | 13               | 1                | 6                | 0                | 3                | 0                | 22               | 1                |
| 2020             | C大阪            | 15               | J1               | 27               | 1                | 4                | 0                | -                | -                | 31               | 1                |
| 2021             | C大阪            | 15               | J1               | 27               | 0                | 3                | 0                | 3                | 0                | 34               | 0                |
| スイス           | スイス           | スイス           | スイス           | リーグ戦         | リーグ戦         | スイス杯         | スイス杯         | オープン杯       | オープン杯       | 期間通算         | 期間通算         |
| 2021-22          | グラスホッパー   | 15               | スーパーリーグ   | 13               | 0                | 0                | 0                | -                | -                | 13               | 0                |
| 2022-23          | グラスホッパー   | 15               | スーパーリーグ   | 31               | 0                | 2                | 2                | -                | -                | 33               | 2                |
| 2023-24          | グラスホッパー   | 15               | スーパーリーグ   | 36               | 1                | 1                | 0                | -                | -                | 37               | 1                |
| 2024-25          | グラスホッパー   | 15               | スーパーリーグ   | 37               | 0                | 1                | 0                | -                | -                | 38               | 1                |
| 通算             | 日本             | 日本             | J1               | 67               | 2                | 16               | 0                | 6                | 0                | 89               | 2                |
| 通算             | スイス           | スイス           | スーパーリーグ   | 117              | 1                | 4                | 2                | -                | -                | 121              | 4                |
| 総通算           | 総通算           | 総通算           | 総通算           | 184              | 3                | 20               | 2                | 6                | 0                | 210              | 6                |

その他の公式戦
- 2024年
  - スイスリーグ・プレーオフ 2試合0得点

| 2016   | C大23  | 44     | J3     | 1  | 0 | 1  | 0 |
| 2017   | C大23  | 42     | J3     | 11 | 0 | 11 | 0 |
| 2018   | C大23  | 42     | J3     | 16 | 1 | 16 | 1 |
| 2019   | C大23  | 15     | J3     | 7  | 0 | 7  | 0 |
| 通算   | 日本   | 日本   | J3     | 35 | 1 | 35 | 1 |
| 総通算 | 総通算 | 総通算 | 総通算 | 35 | 1 | 35 | 1 |

- 2016年は2種登録選手

## タイトル

### クラブ
セレッソ大阪U-15
- 高円宮杯U-15サッカーリーグ関西 サンライズリーグ:1回 (2014年)
- 高円宮杯 JFA 全日本U-15サッカー選手権大会（2015年）

セレッソ大阪
- Jリーグカップ (2017年）
- 天皇杯全日本サッカー選手権大会 (2017年）
- FUJI XEROX SUPER CUP (2018年）

### 個人
- 日本クラブユースサッカー選手権(U-15)大会・大会優秀選手（2015年）
- ルヴァンカップ・ニューヒーロー賞（2020年）
- J1リーグ・ベストヤングプレーヤー賞（2020年）

## 代表歴
- U-15日本代表
  - AFC U-16選手権・予選（2015年）
  - バル・ド・マルヌ U-16国際親善トーナメント(2015年)
- U-16日本代表
  - U-16インターナショナルドリームカップ（2016年）
  - AFC U-16選手権（2016年）
  - COPA UC 2016（2016年）
- U-17日本代表
  - バツラフ・イェジェク国際ユーストーナメント（2017年）
- U-19日本代表
  - メキシコ遠征（2018年）
  - AFC U-19選手権（2018年）
  - ブラジル遠征（2018年）
- U-20日本代表
  - 欧州遠征（2019年）
  - FIFA U-20ワールドカップ（2019年）
- U-22日本代表
  - 北中米遠征（2019年）
  - ブラジル遠征（2019年）
  - キリンチャレンジカップ（2019年）
- U-23日本代表
  - JFA夢フィールドキャンプ（2020年）
- U-24日本代表
  - SAISON CARD CUP 2021（2021年）
  - 東京オリンピック（2021年）
- 日本代表
  - キリンチャレンジカップ（2023年）
  - 2026 FIFAワールドカップ・アジア3次予選（2024年 - 2025年）

### 試合数
- 国際Aマッチ 7試合 0得点（2023年 - ）

| 日本代表 | 国際Aマッチ | 国際Aマッチ |
| 年       | 出場        | 得点        |
| -------- | ----------- | ----------- |
| 2023     | 3           | 0           |
| 2024     | 1           | 0           |
| 2025     | 3           | 0           |
| 通算     | 7           | 0           |

### 出場
| No. | 開催日         | 開催都市 | スタジアム                 | 対戦国         | 結果 | 監督   | 大会                                   |
| --- | -------------- | -------- | -------------------------- | -------------- | ---- | ------ | -------------------------------------- |
| 1.  | 2023年3月24日  | 東京     | 国立競技場                 | ウルグアイ     | △1-1 | 森保一 | キリンチャレンジカップ2023             |
| 2.  | 2023年3月28日  | 大阪     | ヨドコウ桜スタジアム       | コロンビア     | ●1-2 | 森保一 | キリンチャレンジカップ2023             |
| 3.  | 2023年6月20日  | 吹田     | パナソニックスタジアム吹田 | ペルー         | ○4-1 | 森保一 | キリンチャレンジカップ2023             |
| 4.  | 2024年11月19日 | 廈門     | 廈門白鷺体育場             | 中国           | ○3-1 | 森保一 | 2026 FIFAワールドカップ・アジア3次予選 |
| 5.  | 2025年3月20日  | さいたま | 埼玉スタジアム2002         | バーレーン     | ○2-0 | 森保一 | 2026 FIFAワールドカップ・アジア3次予選 |
| 6.  | 2025年6月5日   | パース   | パース・スタジアム         | オーストラリア | ●0-1 | 森保一 | 2026 FIFAワールドカップ・アジア3次予選 |
| 7.  | 2025年6月10日  | 吹田     | 市立吹田サッカースタジアム | インドネシア   | ◯6-0 | 森保一 | 2026 FIFAワールドカップ・アジア3次予選 |